# Erzbistum Bahía Blanca
Das Erzbistum Bahía Blanca (lat.: Archidioecesis Sinus Albi, span.: Arquidiócesis de Bahía Blanca) ist ein römisch-katholisches Erzbistum in Argentinien. Es hat seinen Sitz in Bahía Blanca.

## Geschichte
Das Erzbistum wurde am 20. April 1934 durch Papst Pius XI. von der Diözese La Plata abgetrennt, dem es als Suffraganbistum unterstellt wurde. Am 13. September desselben Jahres wurde mit Leandro Bautista Astelarra der erste Bischof ernannt.
Im Jahre 1950 gab es im Erzbistum 500.000 Katholiken (89,3 %) in 47 Pfarreien mit 51 Diözesanpriestern, 46 Ordenspriestern und 280 Ordensschwestern. Am 11. Februar 1957 trat es verschiedene Gebiete zur Gründung der Bistümer Mar del Plata und Santa Rosa ab.
Das nun noch 82.634 km² große Bistum wurde am selben Tag von Pius XII. zum Erzbistum und Metropoliten der Bistümer Alto Valle del Río Negro, Comodoro Rivadavia, Río Gallegos, San Carlos de Bariloche, Santa Rosa und Viedma erhoben.
Die Kathedrale trägt den Titel Nuestra Señora de la Mercedes.
Innerhalb der Diözese gibt es ein kontemplatives Frauenkloster, 43 Niederlassungen von Frauenorden und 19 Niederlassungen verschiedener Männerorden.

## Ordinarien
* Leandro Bautista Astelarra (1934–1943)
- Germiniano Esorto (1946–1972), erster Erzbischof ab 1957
- Jorge Mayer (1972–1991)
- Rómulo García (1991–2002)
- Guillermo Garlatti (2003–2017)
- Carlos Azpiroz Costa OP (seit 2017)